# Селіштя (Ботошань)
Селіштя (рум. Seliștea) — село у повіті Ботошані в Румунії. Входить до складу комуни Мілянка.
Село розташоване на відстані 412 км на північ від Бухареста, 41 км на північ від Ботошань, 126 км на північний захід від Ясс.

## Населення
За даними перепису населення 2002 року у селі проживали 415 осіб, усі — румуни. Усі жителі села рідною мовою назвали румунську.